# Glossanodon leioglossus
El bocón o argentina mayor (Glossanodon leioglossus) es una especie de pez marino de la familia de los argentínidos.

## Morfología
De morfología similar a otras especies argentínidos, se ha descrito una captura de 20 cm aunque la longitud máxima parece ser de unos 10 cm.

## Distribución y hábitat
Es un pez marino batipelágico, de comportamiento demersal, normalmente a una profundidad entre 150 y 500 metros. Se distribuye por la costa este del océano Atlántico, desde Portugal hasta Mauritania, abundando en las islas Canarias, así como por casi todo el mar Mediterráneo aunque más abundante en su mitad occidental. Se encuentran en la plataforma continental externa y talud superior, probablemente cerca de la parte inferior, donde se alimenta de crustáceos pelágicos.